# Familia criminal Colombo

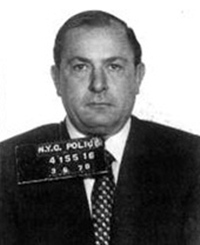
Joseph Colombo, jefe de la familia Colombo entre 1963 y 1971

La familia criminal Colombo ( /kə'lɒm.boʊ/, pronunciación en italiano: /koˈlombo/) es una familia criminal ítaloestadounidense y es la más joven de las "Cinco Familias" que dominan las actividades del crimen organizado en Nueva York dentro de la organización criminal conocida como Mafia estadounidense. Fue durante la organización de la mafia por parte de Lucky Luciano tras la Guerra de los Castellammarenses, después de los asesinatos de "Joe el Jefe" Masseria y Salvatore Maranzano, cuando la banda dirigida por Joseph Profaci pasó a ser reconocida como la Familia criminal Profaci.
La familia tiene sus raíces en una banda de contrabandistas formada por Profaci en 1928. Profaci gobernaría su familia sin interrupción ni desafío hasta finales de la década de 1950. La familia se ha visto desgarrada por tres guerras internas. La primera guerra tuvo lugar a finales de la década de 1950, cuando el caporegime Joe Gallo se rebeló contra Profaci, pero ese conflicto perdió fuerza a principios de la década de 1960, cuando Gallo fue arrestado y Profaci murió de cáncer. La familia fue reconstituida a principios de la década de 1960 con Joseph Colombo. En 1971 comenzó la segunda guerra familiar tras la salida de Gallo de la cárcel y el asesinato de Colombo. Los partidarios de Colombo liderados por Carmine Persico ganaron la segunda guerra tras el exilio del resto de la banda de Gallo a la familia criminal Genovese en 1975. La familia disfrutaría entonces de más de 15 años de paz bajo Persico y su serie de jefes en funciones.
En 1991, estalló la tercera y más sangrienta guerra cuando el jefe en funciones Victor Orena intentó arrebatar el poder al encarcelado Persico. La familia se dividió en facciones leales a Orena y a Persico, y siguieron dos años de caos. Todo terminó en 1993, con 12 miembros de la familia muertos y Orena encarcelado, dejando a Persico como vencedor. Con una familia diezmada por la guerra, Persico siguió dirigiendo la familia hasta su muerte en prisión en 2019, pero nunca se ha recuperado. En la década de 2000, la familia se debilitó aún más debido a las múltiples condenas en casos federales de crimen organizado y a que numerosos miembros se convirtieron en testigos del Gobierno. Muchos cuerpos de seguridad creen que la familia criminal de los Colombo es la más débil de las Cinco Familias de Nueva York a fecha de 2011.
Sus actividades ilícitas incluyen el chantaje, juegos de azar, usura, extorsión, sicarios, vertidos tóxicos sólidos ilegales, construcción, corrupción, falsificación, secuestro, blanqueo de dinero y asesinato.

## Historia

### Orígenes
En septiembre de 1921, Joseph Profaci llegó a la ciudad de Nueva York procedente de Villabate, Sicilia, Italia. Después de luchar en Chicago con sus negocios, Profaci se trasladó de nuevo a Brooklyn en 1925 y se convirtió en un conocido importador de aceite de oliva. El 27 de septiembre, Profaci obtuvo la ciudadanía estadounidense. Como su negocio de importación de aceite de oliva iba bien, Profaci hizo tratos con amigos de su antigua ciudad en Sicilia, y uno de sus mayores compradores fue el mafioso de la familia criminal Trafficante Ignazio Italiano de Tampa, Florida.
Profaci controlaba una pequeña banda criminal que operaba principalmente en Brooklyn. Los grupos dominantes de la Cosa Nostra en Brooklyn estaban dirigidos por Frankie Yale, Giuseppe Masseria, Nicolo Schirò y el capo di tutti capi Salvatore "Toto" D'Aquila.
El 1 de julio de 1928, Yale fue asesinado por los sicarios del jefe de la Chicago Outfit Al Capone. Capone asesinó a Yale porque este se negó a darle a Capone, un napolitano, el control sobre la asociación fraternal Unione Siciliana. El asesinato de Yale permitió a Profaci y a su cuñado Joseph Magliocco ganar territorio para su pequeña banda, incluyendo territorio en Bensonhurst, Bay Ridge, Red Hook y Carroll Gardens, mientras que el resto del grupo de Yale fue a parar a la Familia Masseria.
El 10 de octubre de 1928, D'Aquila fue asesinado, lo que dio lugar a una lucha por su territorio. Para evitar una guerra de bandas en Brooklyn, se convocó una reunión de la Mafia el 5 de diciembre de 1928, en el Statler Hotel de Cleveland, Ohio. El lugar fue elegido por ser territorio neutral fuera de Nueva York bajo control y protección de la familia criminal Porrello. El tema principal era dividir el territorio de D'Aquila. Entre los asistentes que representaban a Brooklyn se encontraban Profaci, Magliocco, Vincent Mangano (que dependía del jefe de la familia D'Aqulia Manfredi Mineo), Joseph Bonanno (que representaba a Salvatore Maranzano y al Clan Castellammarese), los mafiosos de Chicago Joseph Guinta y Pasquale Lolordo, y el mafioso de Tampa Ignazio Italiano. Al final de la reunión, Profaci recibió una parte del territorio de Brooklyn de D'Aqulia, con Magliocco como su segundo al mando.

### La Guerra de los Castellammarenses
Meses después del asesinato de D'Aquila, Joe Masseria inició una campaña para convertirse en capo di tutti capi ('jefe de jefes') en Estados Unidos, exigiendo tributo a los tres grupos mafiosos restantes de la ciudad de Nueva York, entre los que se encontraban la Familia Reina, el Clan Castellammarese y la familia Profaci. El jefe del Clan Castellammarese, Salvatore Maranzano, inició su propia campaña para convertirse en "jefe de jefes", lo que dio comienzo a la Guerra de los Castellammarenses.
Masseria, junto con su aliado Alfred Manfredi, el nuevo jefe de la familia D'Aquila ordenó el asesinato de Gaetano Reina. Masseria creía que Reina iba a apoyar a Maranzano en su lucha por convertirse en el nuevo 'jefe de jefes'. El 26 de febrero de 1930, Gaetano Reina fue asesinado y Masseria nombró a Joseph Pinzolo nuevo jefe de la familia Reina. Durante la guerra, Profaci se mantuvo neutral, mientras apoyaba en secreto a Maranzano.
La Guerra de Castellammarese terminó cuando Charles "Lucky" Luciano, lugarteniente de Masseria, lo traicionó organizando su asesinato el 15 de abril de 1931. Maranzano se declaró entonces el nuevo capo di tutti capi en Estados Unidos.
En pocos meses, Maranzano y Luciano conspiraron para matarse mutuamente. El 10 de septiembre de 1931, Luciano mandó matar a Maranzano. En lugar de reclamar el título de capo di tutti capi, Luciano creó la Comisión de la Mafia. Ahora habría cinco familias independientes en la ciudad de Nueva York y veintiún familias adicionales en todo Estados Unidos que estaban reguladas por una Comisión suprema con sede en Nueva York. Profaci y Magliocco fueron confirmados como jefe y subjefe, respectivamente, de lo que ahora se conocía como la familia criminal Profaci.

### Primera guerra familiar (1960-1963)

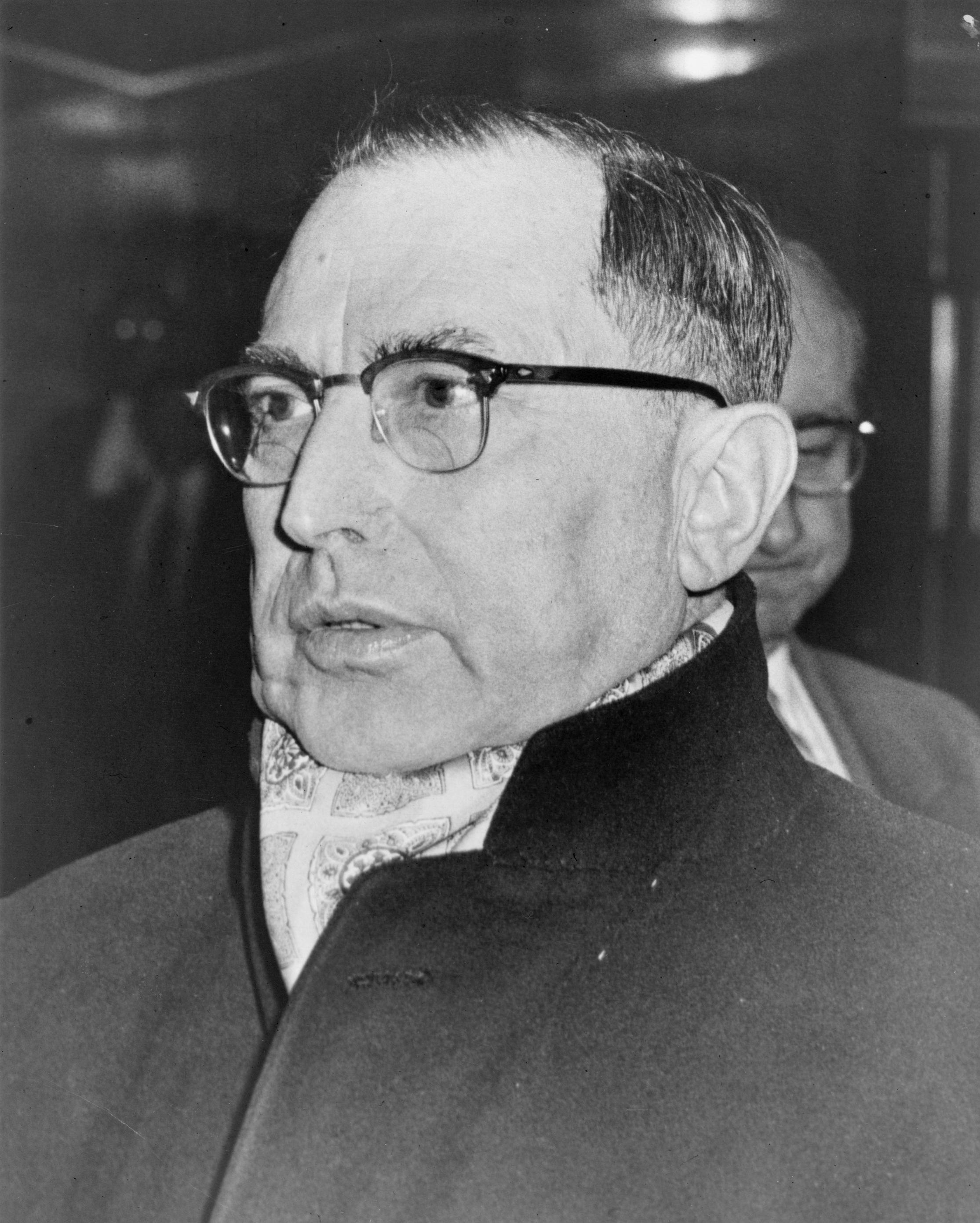
Joseph Profaci en 1959

Joseph Profaci se había convertido en un acaudalado capo de la mafia y era conocido como "el rey del aceite de oliva y la pasta de tomate de América". Una de las exigencias más impopulares de Profaci era un tributo mensual de 25 dólares de cada soldado de su familia. A finales de la década de 1950, el capo Frank "Frankie Shots" Abbatemarco se convirtió en un problema para Joe Profaci. Abbatemarco controlaba un lucrativo juego de lotería que le hacía ganar casi 2,5 millones de dólares al año con una media de 7.000 dólares al día en Red Hook, Brooklyn. A principios de 1959, Abbatemarco, con el apoyo de los hermanos Gallo y los Garfield Boys, comenzó a negarse a pagar tributo a Profaci.
A finales de 1959, la deuda de Abbatemarco había aumentado a 50.000 dólares y Profaci supuestamente ordenó a Joe Gallo que asesinara a Abbatemarco. Sin embargo, otras versiones de la historia indican que Gallo no participó en este asesinato. A cambio del asesinato de Abbatemarco, Profaci supuestamente accedió a dar a los Gallo el control sobre el juego de Abbatemarco.
El 4 de noviembre de 1959, Frank Abbatemarco salió del bar de su primo en Park Slope, Brooklyn y fue asesinado a tiros por Joseph Gioielli y otro sicario. Profaci ordenó entonces a los Gallo que entregaran a Anthony, el hijo de Abbatemaro. Los Gallo se negaron y Profaci se negó a darles la el juego de lotería. Este fue el comienzo de la primera guerra familiar. Los hermanos Gallo y los Garfield Boys (liderados por Carmine Persico) se alinearon contra Profaci y sus leales.
El 27 de febrero de 1961, los Gallo secuestraron a cuatro de los principales hombres de Profaci: el subjefe Magliocco, Frank Profaci (hermano de Joe Profaci), el capo Salvatore Musacchia y el soldado John Scimone. El propio Profaci eludió la captura y huyó a Florida. Mientras retenían a los rehenes, Larry y Albert Gallo enviaron a Joe Gallo a California. El consigliere de Profaci, Charles "the Sidge" LoCicero, negoció con los Gallo y todos los rehenes fueron liberados pacíficamente.
Sin embargo, Profaci no tenía intención de cumplir este acuerdo de paz. El 20 de agosto de 1961, Joseph Profaci ordenó el asesinato de los miembros de Gallo Joseph "Joe Jelly" Gioielli y Larry Gallo. Al parecer, unos pistoleros asesinaron a Gioielli tras invitarle a pescar en alta mar. Gallo sobrevivió a un intento de estrangulamiento en el club Sahara de East Flatbush por parte de Carmine Persico y Salvatore "Sally" D'Ambrosio después de que interviniera un agente de policía. Los Gallo empezaron entonces a llamar a Persico "La Serpiente" porque les había traicionado. La guerra continuó, resultando en nueve asesinatos y tres desapariciones.
A finales de noviembre de 1961, Joe Gallo fue condenado a entre siete y catorce años de prisión por asesinato. En 1962, Joe Profaci murió de cáncer, dejando a Joe Magliocco, su antiguo subjefe, como nuevo jefe. La guerra continuó entre las dos facciones. En 1963, Carmine Persico sobrevivió a un atentado con coche bomba y su ejecutor Hugh McIntosh recibió un disparo en la ingle cuando intentaba matar a Larry Gallo. El 19 de mayo de 1963, un equipo de asalto de Gallo disparó varias veces a Carmine Persico, pero éste sobrevivió.
En 1963, Joseph Bonanno, jefe de la familia criminal Bonanno, hizo planes para asesinar a varios rivales de la comisión mafiosa - los jefes Tommy Lucchese, Carlo Gambino y Stefano Magaddino, así como Frank DeSimone. Bonanno buscó el apoyo de Magliocco, y éste accedió de buena gana. No sólo estaba resentido por haberle sido negado un puesto en la Comisión, sino que Bonanno y Profaci habían sido estrechos aliados durante más de 30 años antes de la muerte de Profaci.
El audaz objetivo de Bonanno era hacerse con el control de la Comisión y convertir a Magliocco en su mano derecha. A Magliocco se le asignó la tarea de matar a Lucchese y Gambino, y dio el contrato a uno de sus mejores sicarios, Joseph Colombo. Sin embargo, el oportunista Colombo reveló la trama a sus supuestas víctimas. Los demás jefes se dieron cuenta rápidamente de que Magliocco no podía haberlo planeado él solo. Sabiendo lo cercano que era Bonanno a Magliocco (y antes de él, a Profaci), así como sus estrechos lazos matrimoniales, los otros jefes concluyeron que Bonanno era el verdadero cerebro.
La Comisión citó a Bonanno y Magliocco para que dieran explicaciones. Temiendo por su vida, Bonanno se escondió en Montreal, dejando a Magliocco a merced de la Comisión. Magliocco confesó su participación en el complot, muy afectado y con una salud delicada. La Comisión le perdonó la vida, pero le obligó a retirarse como jefe de la familia Profaci y a pagar una multa de 50.000 dólares. Como recompensa por delatar a su jefe, Colombo fue premiado con la familia Profaci.

### Colombo y la Liga Italoamericana de Derechos Civiles
La Comisión recompensó a Colombo por su lealtad concediéndole la familia Profaci, a la que rebautizó como familia Colombo.  Colombo, de 41 años, era el jefe más joven de Nueva York en aquel momento y el primer jefe de la mafia neoyorquina que había nacido y crecido en Estados Unidos.
Al haber llegado a la cima de la familia a una edad tan temprana, Colombo sabía que tenía por delante un reinado potencialmente largo y que, si lograba sobrevivir a sus compañeros jefes neoyorquinos, podría convertirse no sólo en el jefe más poderoso de Nueva York, sino también en el más poderoso de todo el país. Por lo tanto, Colombo se dispuso a reorganizar las filas de la familia, colocando a los gánsteres veteranos en posiciones de mayor poder que los más jóvenes y ambiciosos, que podrían haber supuesto una amenaza potencial para su dominio. Colombo ascendió a los viejos mafiosos Salvatore "Charlie Lemons" Mineo y Benedetto D'Alessandro a subjefe y consigliere, respectivamente. Con ello, Colombo también pretendía estabilizar a la familia tras soportar un periodo de conflictos tan tumultuoso. Cuando D'Alessandro se retiró más tarde, en 1969, Colombo ascendió a consigliere a Joseph "Joey Yack" Yacovelli.
Junto con el antiguo miembro del grupo de Gallo Nicholas Bianco y el jefe de la Familia de Nueva Inglaterra Raymond Patriarca, Colombo también fue capaz de poner fin finalmente a la guerra con los Gallo. Como recompensa por su lealtad, Bianco fue incluido en la familia Colombo. En 1968, Larry Gallo, jefe de la pandilla, murió de cáncer.
Como jefe, Colombo trajo paz y estabilidad a la desestructurada familia del crimen. Sin embargo, algunos jefes de la Cosa Nostra consideraban a Colombo como el "jefe marioneta" de Carlo Gambino y creían que nunca mereció el título. El liderazgo de Colombo nunca fue cuestionado debido al apoyo de Carlo Gambino.
En abril de 1970, Colombo fundó la Liga Italoamericana de Derechos Civiles, dedicada a luchar contra la discriminación de los italoestadounidenses. Muchos mafiosos desaprobaron la Liga porque atraía una atención pública no deseada hacia la Cosa Nostra. Colombo ignoró sus preocupaciones y siguió ganando apoyos para su liga.
El 29 de junio de 1970, Colombo celebró la primera manifestación de la Liga. En 1971, meses antes de la segunda manifestación, los otros jefes neoyorquinos ordenaron a sus hombres que se mantuvieran alejados de la manifestación y no apoyaran la causa de Colombo. En una señal de que los jefes neoyorquinos se habían vuelto contra Colombo, el principal organizador de la liga, el capo de la familia Gambino Joseph DeCicco, dimitió a ello supuestamente por motivos de salud.
En 1971, Joe Gallo también salió de la cárcel. En el momento de su puesta en libertad, Gallo dijo que el acuerdo de paz de 1963 no se aplicaba a él porque estaba en la cárcel cuando se negoció. Como supuesto gesto conciliador, Colombo invitó a Gallo a una reunión de paz con un ofrecimiento de 1.000 dólares. Gallo rechazó la invitación, exigiendo 100.000 dólares para detener el conflicto, que Colombo rechazó, instigando la Segunda Guerra de Colombo. En ese momento, Colombo emitió una nueva orden para matar a Gallo.

### Segunda Guerra de la Familia (1971-1975)
El 28 de junio de 1971, Colombo celebró el segundo mitin de la Liga en Columbus Circle en Manhattan. Mientras Colombo se preparaba para hablar, Jerome A. Johnson se acercó a Colombo y le disparó en la nuca tres veces; segundos después, los guardaespaldas de Colombo mataron a Johnson de un disparo. El tiroteo no mató a Colombo, pero le dejó paralizado durante los últimos siete años de su vida; murió de causas naturales el 22 de mayo de 1978. Aunque muchos en la familia Colombo culparon a Joe Gallo por el tiroteo, la policía finalmente concluyó que Johnson era un pistolero solitario después de haber interrogado a Gallo.
Poco después del tiroteo, se celebró una reunión de los altos cargos de la familia. En la reunión, se pidió al subjefe Salvatore "Charlie Lemons" Mineo que asumiera el cargo de jefe interino, pero Mineo se negó, alegando su avanzada edad y el deterioro de su salud, y en su lugar recomendó que el consigliere Joseph "Joey Yack" Yacovelli se convirtiera en jefe en funciones.

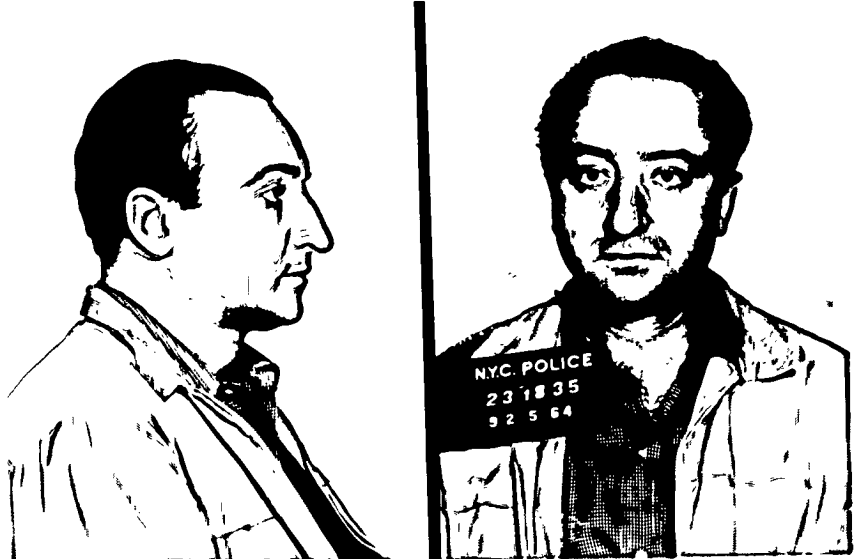
Fotografía de Joseph Yacovelli del Departamento de Policía de Nueva York, introducida en su expediente del FBI en 1965

Aunque los dirigentes de la familia Colombo creían que Gallo era el autor intelectual del atentado contra Colombo, Yacovelli optó por no vengarse de Gallo de inmediato. El Departamento de Policía de Nueva York puede haber contribuido a la indecisión de Yacovelli: aunque la policía creía que Gallo no estaba implicado en el asesinato de Colombo, era consciente de que muchos miembros de la familia Colombo sí lo estaban y probablemente intentarían vengarse. Por lo tanto, la policía había asignado agentes para que siguieran a Gallo y se aseguraran de que no le hicieran daño, haciendo casi imposible que la familia Colombo llegara hasta Gallo. Matar a Gallo tan pronto después del atentado contra Colombo también daría a la policía la impresión de que se estaba produciendo una guerra popular a gran escala en las calles de Nueva York y, por lo tanto, atraería demasiada atención.
A principios de 1972, sin embargo, la mayor parte de la publicidad que rodeaba el tiroteo de Colombo se había desvanecido, y posteriormente se puso un contrato abierto sobre la cabeza de Gallo. El 7 de abril de 1972, siguiendo una pista rápida, cuatro pistoleros entraron en Umberto's Clam House en Little Italy y mataron a Joe Gallo mientras cenaba con su familia. Buscando venganza, Albert Gallo envió a un pistolero de Las Vegas al restaurante Neapolitan Noodle de Manhattan, donde Yacovelli, Alphonse Persico y Gennaro Langella cenaban un día. Sin embargo, el pistolero no reconoció a los mafiosos y disparó en su lugar a cuatro comensales inocentes, matando a dos de ellos.
Tras este intento de asesinato, Yacovelli, temiendo nuevos intentos de represalia por parte de la banda de Gallo, huyó de Nueva York. Con Yacovelli, el consigliere de la familia, huido, y su subjefe, Mineo, habiendo dejado claro que no tenía ningún interés en ascender al puesto más alto, la puerta parecía estar abierta de par en par para que Persico, ahora capo y líder de una poderosa facción dentro de la familia, se convirtiera definitivamente en el jefe.
Sin embargo, Persico había sido enviado a prisión por cargos federales de secuestro en enero de ese año, por lo que otro capo llamado Vincenzo Aloi, hijo del respetado ex capo Sebastiano "Buster" Aloi y ahijado de Carlo Gambino, se convirtió en el nuevo jefe en funciones. Sin embargo, el mandato de Aloi como jefe en funciones también duró poco, ya que fue condenado por perjurio el 26 de junio de 1973, por mentir a un gran jurado al afirmar que no había visitado un piso franco de la familia Colombo en Nyack, Nueva York antes del asesinato de Gallo. Tras su condena, Aloi, que estaba en libertad bajo fianza a la espera de una apelación, dimitió como jefe en funciones.
Joseph "Joey" Brancato, capo en funciones de John "Sonny" Franzese mientras éste cumplía una condena de 50 años en la Leavenworth por atraco a un banco, dio un paso al frente y se convirtió en jefe en funciones. Brancato, sin embargo, no tenía ningún interés en una posición de liderazgo permanente y sólo aceptó el cargo de jefe en funciones con el propósito de negociar finalmente el fin de la guerra con la banda de los Gallo, que para entonces se había dividido en dos grupos que habían empezado a luchar entre sí. Para resolver finalmente el conflicto, Brancato y los jefes de las otras familias de Nueva York negociaron un acuerdo en el que Albert Gallo y el resto de su banda abandonaban a la familia Colombo y se unían pacíficamente a la familia Genovese. La guerra de los Gallo había terminado por fin.
Tras negociar con éxito una resolución pacífica de las guerras Gallo, Brancato dimitió como jefe en funciones y volvió a dirigir su banda de Long Island. Sin otros candidatos viables en su camino, el encarcelado Persico se hizo cargo oficialmente de la familia Colombo a finales de 1973, colocando a Thomas DiBella a cargo de la familia como jefe en funciones y promoviendo a su hermano Alphonse "Allie Boy" Persico a consigliere y a Anthony "Tony Shots" Abbatemarco a subjefe.

### La familia bajo el control de Persico

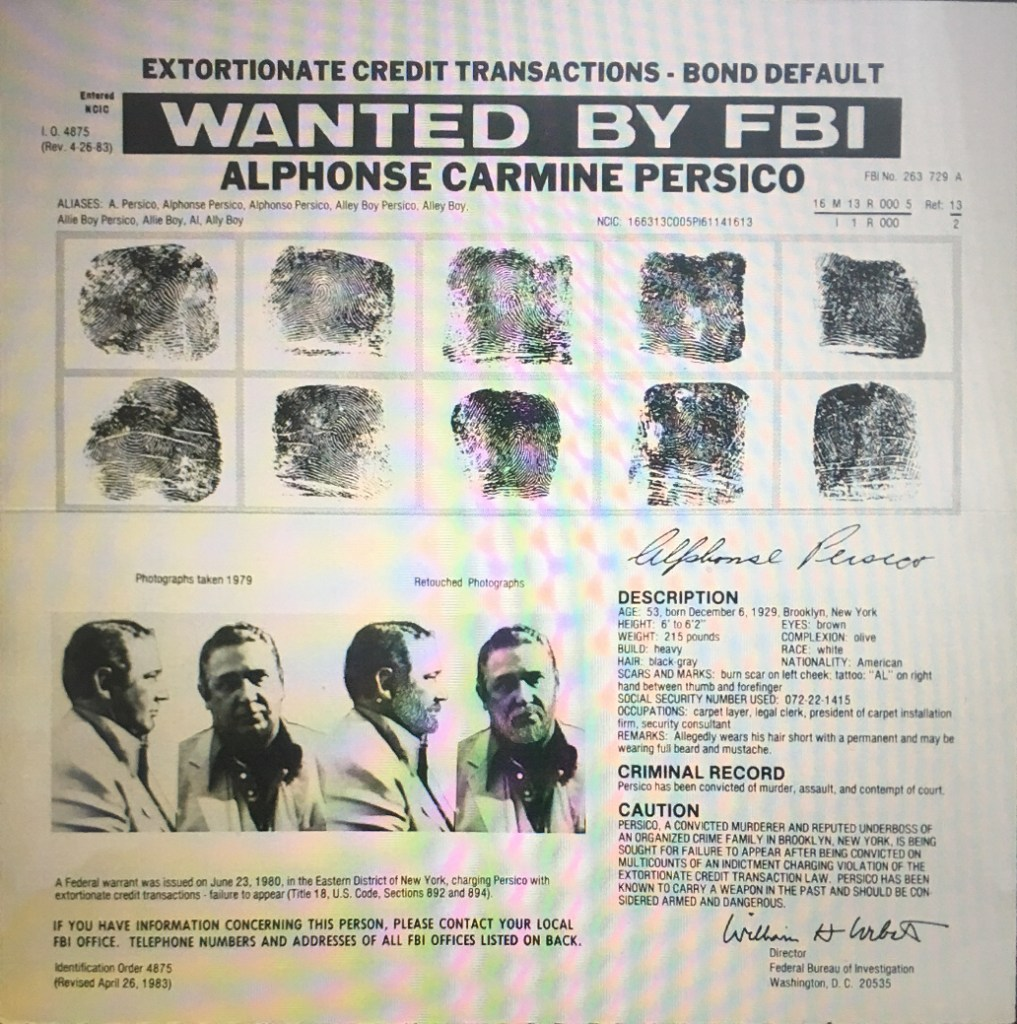
Poster de búsqueda del FBI de Alphonse Persico publicado el 26 de abril de 1983

Tras la exposición mediática de Joseph Colombo y los excesos asesinos de Joe Gallo, la familia Colombo entró en un periodo de relativa calma y estabilidad. Con Colombo en coma, el liderazgo de la familia pasó a manos de Thomas DiBella, un hombre experto en evadir a las autoridades desde su única condena por contrabando en 1932. Sin embargo, DiBella fue incapaz de impedir que la familia Gambino mermara los chanchullos de Colombo, y el poder de los Colombo decayó. La mala salud obligó a DiBella a retirarse en 1977, y Colombo murió en 1978. La familia Colombo se enfrentaba a otro vacío de poder.

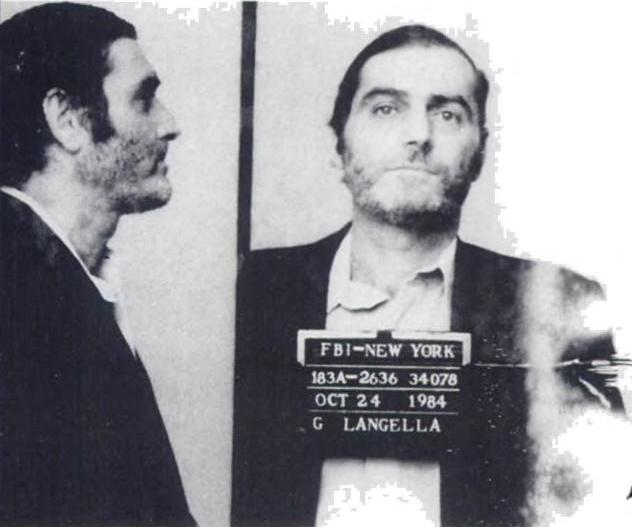
Foto policial del FBI de Gennaro Langella publicada el 24 de octubre de 1984

Durante la década de 1970, Carmine Persico había crecido en estatura dentro de la familia y se le consideraba el claro sucesor como jefe. Sin embargo, en 1973, Persico fue encarcelado por cargos de secuestro y usura, y condenado a ocho años de prisión. Su encarcelamiento coincidió con la liberación de su hermano Alphonse de 17 años de prisión. Persico designó a Alphonse como jefe en funciones con el apoyo como subjefe de Gennaro Langella y el otro hermano de Carmine, Theodore. Langella supervisó varios chanchullos laborales de la familia, incluida su participación en el "Concrete Club", y ejerció el control sobre varios sindicatos, incluido el Consejo de Distrito de los Trabajadores del Cemento y el Hormigón, Local 6A.
En 1979, Carmine salió de la prisión federal. En noviembre de 1981, fue declarado culpable de cargos de conspiración y chantaje, y condenado a cinco años de prisión.

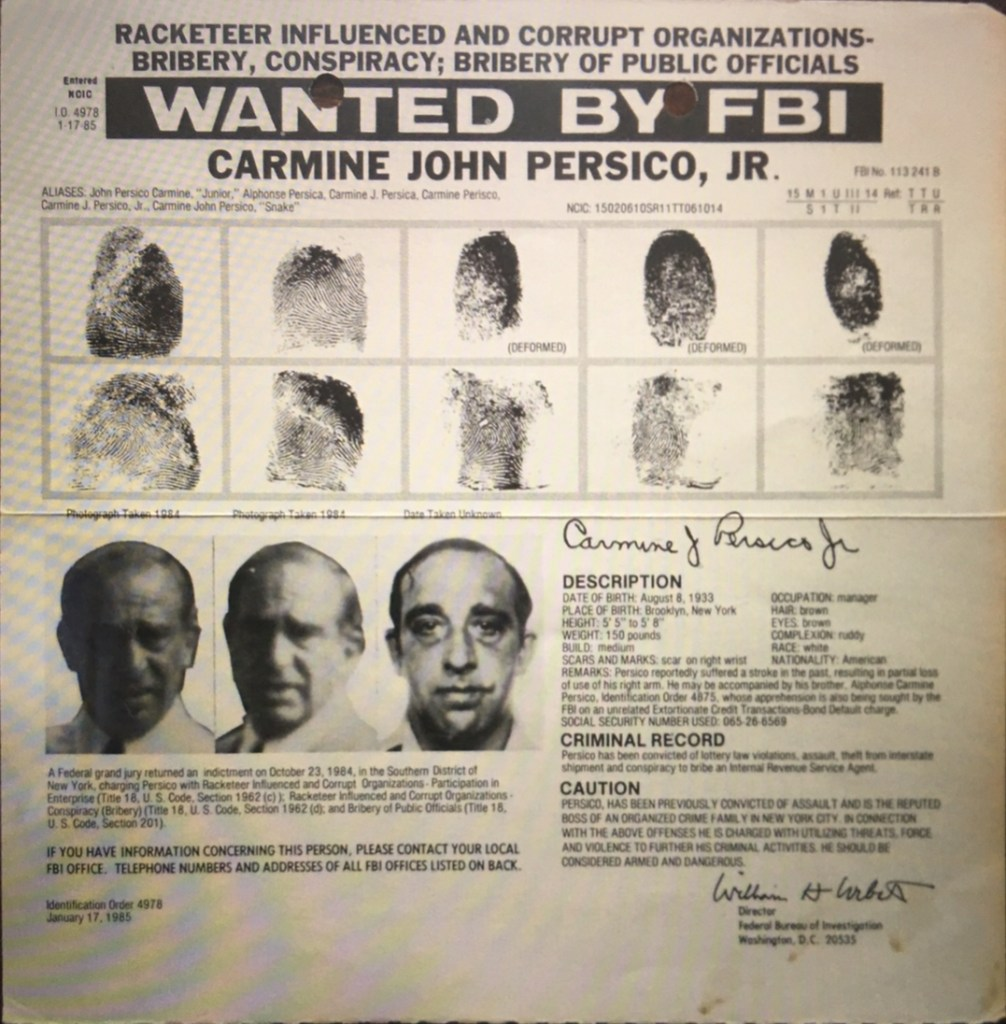
Poster de búsqueda del FBI de Carmine Persico publicado el 17 de enero de 1985

El 25 de febrero de 1985, nueve líderes de la Mafia de Nueva York, entre ellos Langella, seguido de Persico, fueron acusados de tráfico de estupefacientes, usura, apuestas, chantaje laboral y extorsión a empresas de la construcción, como parte del Juicio de la Comisión de la Mafia. Los fiscales pretendían golpear a todas las familias del crimen a la vez utilizando su implicación en Commisión. Siete de los acusados fueron condenados por asociación ilícita el 19 de noviembre de 1986, con Persico y Langella condenados cada uno el 13 de enero de 1987 a 100 años de prisión. En el juicio separado Colombo, Persico fue condenado a 39 años de prisión, Langella a 65 años de prisión y Alphonse Persico a 12 años, el 17 de noviembre de 1986.
El historiador de la mafia y reportero de crimen organizado de The New York Times Selwyn Raab escribió más tarde que los Colombo sufrieron más daños a largo plazo que cualquier otra familia como resultado del Juicio de la Comisión. Raab señaló que Persico era, con diferencia, el jefe más joven de Nueva York y "en la cima de sus habilidades". Aunque tenía 53 años en el momento del Juicio de la Comisión, ya llevaba 14 años al frente de la familia. En cambio, los demás capos de Nueva York rondaban los setenta años y probablemente habrían cedido el poder a mafiosos de la generación de Persico aunque no hubieran sido enviados a prisión. Raab creía que Persico habría tenido un largo reinado por delante de no haber intervenido el juicio.
Aunque Persico sabía que nunca retomaría el control activo de la familia, estaba decidido a asegurarse de que su parte de las ganancias ilícitas de la familia siguiera fluyendo hacia sus parientes. Ya había nombrado a Alphonse jefe en funciones antes de su detención, y mantuvo a Alphonse en ese puesto tras su arresto. Sin embargo, poco después, Alphonse se saltó la fianza de una detención por usura. Persico nombró entonces un grupo de tres personas para dirigir la familia. En 1988, disolvió el panel y nombró jefe interino a Victor Orena, capo de la antigua banda de Little Allie Boy en Brooklyn. Persico dejó claro que Orena no era más que un sustituto hasta que Little Allie Boy pudiera volver a las calles. Sin embargo, Persico facultó a Orena para incorporar nuevos miembros y ordenar asesinatos bajo su propia autoridad, dos prerrogativas que rara vez se conceden a un jefe en funciones.

### Tercera Guerra de la familia (1991-1993)

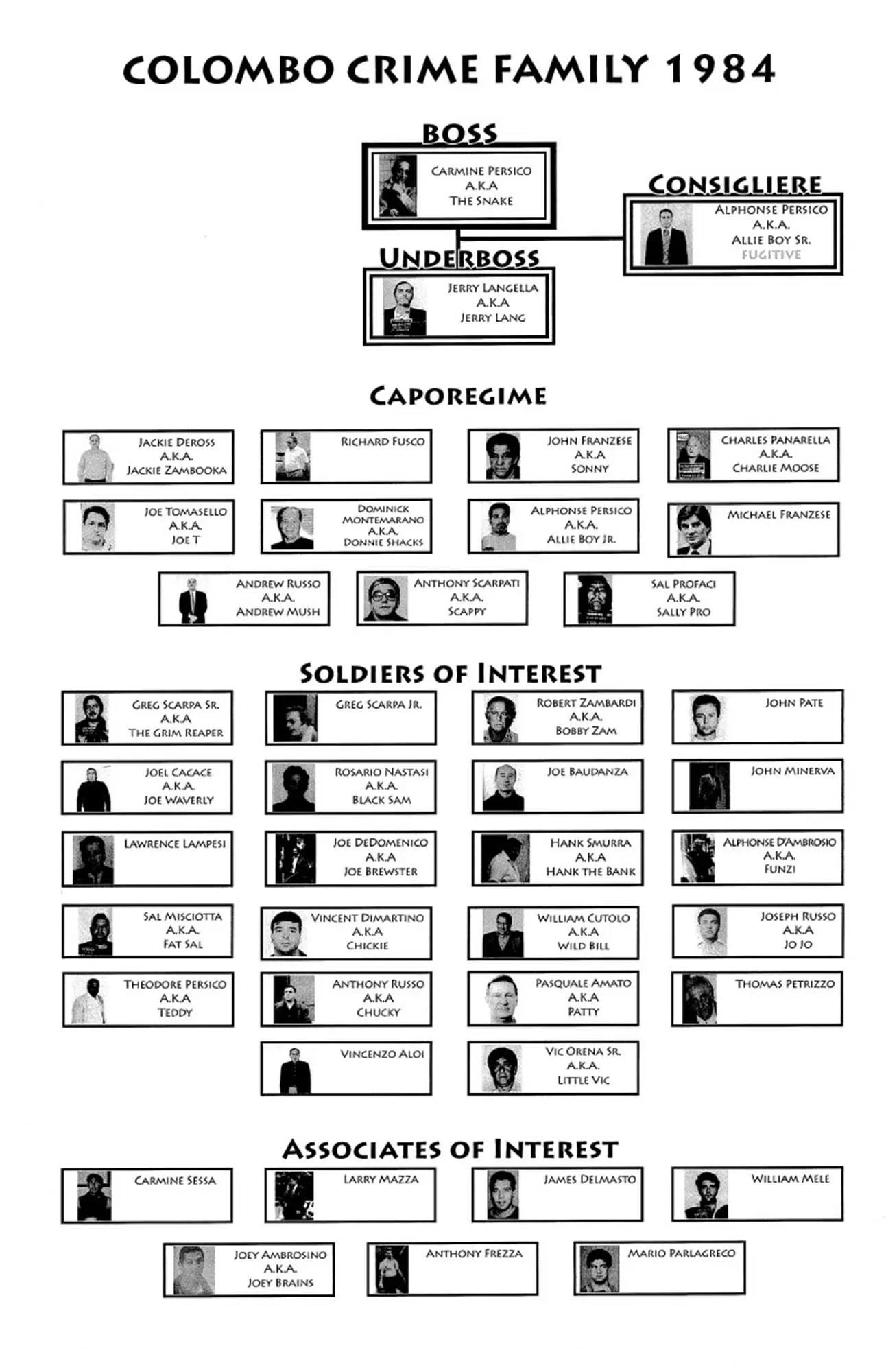
Esquema del FBI de la familia criminal Colombo en 1984

En 1991, Orena creía que Persico no estaba en contacto con la familia y que ésta perdía oportunidades lucrativas. También le alarmaban los planes de Persico de hacer una biografía para televisión, temiendo que los fiscales pudieran utilizarla como prueba del mismo modo que habían utilizado el libro de Joe Bonanno como prueba en el juicio de la Comisión. Por lo tanto, decidió hacerse cargo de la familia él mismo.
Utilizando sus fuertes lazos con el jefe de los Gambino John Gotti, Orena solicitó a la Comisión de la Mafia que le reconociera como jefe. Como no quería causar más conflictos, la Comisión se negó. Orena ordenó entonces al consigliere Carmine Sessa que preguntara a los capos si Orena debía sustituir a Persico. En su lugar, Sessa alertó a Persico de que Orena estaba organizando un golpe de poder. Persico, enfurecido, ordenó matar a Orena. El 21 de junio de 1991, cuando Orena llegó a su casa de Cedarhurst en Long Island, se encontró con que le esperaban hombres armados bajo el mando de Sessa. Sin embargo, Orena logró escapar antes de que los pistoleros pudieran atacar. La tercera guerra de Colombo había comenzado.
Orena envió a los dos hijos de su hermano menor Michael "Mickey Brown" Orena -Michael y su hijo menor William "Willy Boy" Orena- a Brooklyn en una misión de asesinato. No está claro qué papel desempeñaron los dos hermanos en los asesinatos durante la guerra, pero los agentes del F.B.I. están seguros de que fueron responsables de la desaparición de 15 asociados y socios comerciales del clan Orena. William "Willy Boy" Orena fue detenido al bajar del transbordador de Fire Island en Sayville Long Island, con ocho pistolas que se cree que fueron utilizadas en el derramamiento de sangre y 43.000 dólares en efectivo en su poder. Durante la estancia de Willy Boy en la cárcel del condado de Riverhead, las ocho armas de fuego desaparecieron del armario de pruebas.
Doce personas, entre ellas tres transeúntes inocentes, murieron en esta guerra de bandas, y 18 socios nunca han vuelto a ser vistos. Más de 80 miembros hechos y asociados de ambos lados de la familia Colombo fueron condenados, encarcelados o acusados. Entre ellos se encontraban el hermano de Persico, Theodore "Teddy" Persico y su hijo Alphonse Persico, DeRoss, los sobrinos de Orena, William V. Orena, su hermano mayor Micheal Orena, y los dos hijos de Orena, Victor Jr. Orena y John Orena. Aunque ambas partes pidieron ayuda a la Comisión, la guerra continuó. En noviembre de 1991, Gregory Scarpa, leal a Persico, llevaba a su hija y a su nieta a casa cuando varios pistoleros de Orena les tendieron una emboscada. Scarpa y sus familiares consiguieron escapar.
La guerra continuó hasta 1992, cuando Orena fue condenado por chantaje, el asesinato de Ocera en 1989 y otros cargos relacionados. Recibió tres cadenas perpetuas más 85 años en una prisión federal. 58 soldados y asociados -42 de la facción de Persico y 16 de la facción de Orena- fueron enviados a prisión. Raab escribió más tarde que los intentos de Persico de mantener el control de la familia desde la cárcel casi la destruyeron. Según sus cálculos, 70 de los miembros y asociados de la familia fueron condenados como resultado de la guerra, y la familia quedó reducida a unos 75 miembros.
Mientras duró la guerra de Colombo, la Comisión se negó a permitir que ningún miembro de Colombo formara parte de ella y se planteó disolver la familia. El subjefe de los Lucchese, Anthony Casso, propuso fusionar la familia con la suya para poner fin a la guerra, mientras que en 2000 se propusieron planes para dividir su mano de obra y recursos entre las familias restantes. En 2002, con la ayuda del jefe de la familia Bonanno Joseph Massino, las otras familias permitieron finalmente que los Colombo se reincorporaran a la Comisión.

### La familia después de la Tercera Guerra de los Colombo

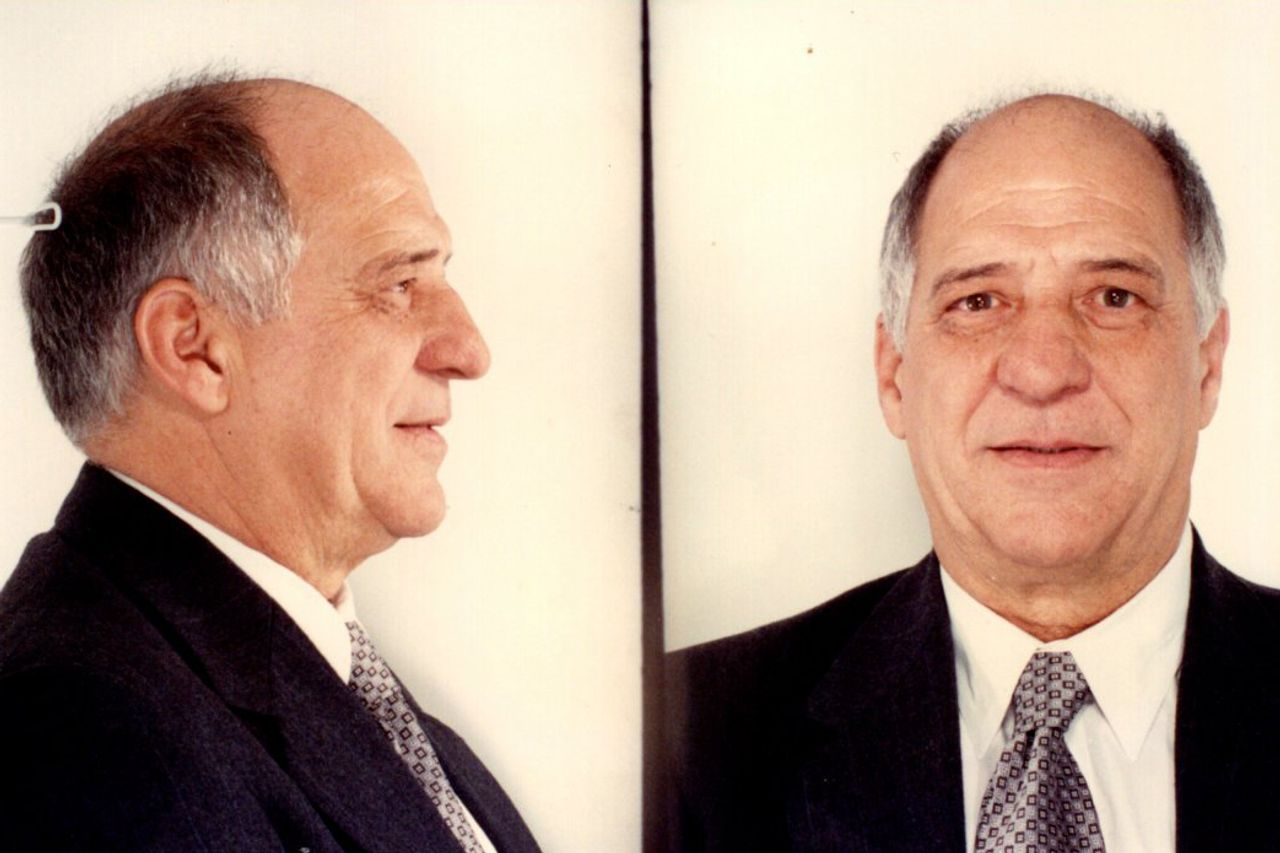
Foto de Andrew Russo en 1996

Con Orena fuera de juego, el camino estaba despejado para que "Little Allie Boy" se convirtiera en jefe en funciones tras su liberación en 1994. En 1994, Carmine Persico nombró jefe en funciones a Andrew Russo. Cuando Russo ingresó en prisión en 1996, Alphonse Persico asumió el cargo de jefe en funciones. En 1999, fue detenido en Fort Lauderdale tras ser sorprendido en posesión de una pistola y una escopeta; como delincuente convicto tenía prohibido portar armas.
Poco después, ordenó el asesinato del subjefe William "Wild Bill" Cutolo, partidario de Orena durante la Tercera Guerra Colombo. El hijo de Cutolo, jurando vengarse, se ofreció a llevar un micrófono y hacerse pasar por un posible socio Colombo. Basándose en las pruebas de este micrófono, Little Allie Boy fue acusado de RICO. Al darse cuenta de que no tenía ninguna posibilidad de ser absuelto, se declaró culpable de los cargos estatales en febrero de 2000 y de los cargos RICO en diciembre de 2001. En 2004, Alphonse Persico y el subjefe John "Jackie" DeRoss fueron acusados del asesinato de Cutolo. En diciembre de 2007, ambos fueron condenados a cadena perpetua. El consigliere de la familia Joel "Joe Waverly" Cacace se hizo cargo de la dirección de la familia hasta 2003, cuando fue encarcelado por cargos de asesinato y crimen organizado.
La familia pasó entonces a estar bajo la influencia de Thomas "Tommy Shots" Gioeli, que asumió el cargo de jefe callejero. En junio de 2008, Gioeli, el subjefe John "Sonny" Franzese, el antiguo consigliere Joel Cacace, el capitán Dino Calabro, el soldado Dino Saracino y varios otros miembros y asociados, entre ellos Orlando "Ori" Spado, fueron acusados de múltiples cargos de crimen organizado, entre ellos usura, extorsión y tres asesinatos que se remontan a las guerras de Colombo. Alphonse Persico fue condenado a cadena perpetua el 27 de febrero de 2009 por el asesinato de Cutolo.

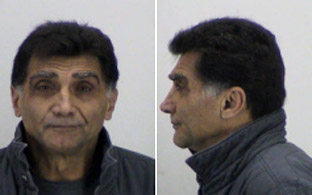
Foto de Ralph DeLeo

Tras el encarcelamiento de Gioeli, Ralph F. DeLeo, que operaba desde Boston (Massachusetts), se convirtió en el jefe callejero de la familia. El 17 de diciembre de 2009, el FBI acusó a DeLeo y a miembros de la familia Colombo de tráfico de drogas, extorsión y usura en Massachusetts, Rhode Island, Nueva York, Florida y Arkansas.

### Posición actual
Con DeLeo encarcelado, Andrew "Andy Mush" Russo volvió a tomar el control de la familia. El 20 de enero de 2011, el jefe callejero Andrew Russo, el subjefe en funciones Benjamin Castellazzo, el consigliere Richard Fusco y otros fueron acusados de asesinato, tráfico de estupefacientes y asociación ilícita laboral. En septiembre de 2011, Castellazzo y Fusco se declararon culpables de cargos reducidos. En diciembre de 2011, se reveló que el capo Reynold Maragni llevaba un micrófono para el FBI y obtuvo información sobre el papel de Thomas Gioeli en el asesinato de William Cutolo en 1999.
El 11 de julio de 2018, cuatro socios y miembros de la familia criminal Colombo formaron parte de una acusación de 32 cargos en la que se les imputaban varios delitos, entre ellos blanqueo de capitales, crimen organizado, apuestas ilegales y extorsión. Los delitos habrían tenido lugar entre diciembre de 2010 y junio de 2018, predominantemente en Brooklyn y Staten Island. Dos miembros hechos de la familia Colombo, Vito DiFalco y Jerry Ciauri, estaban entre los acusados. El soldado de la familia del crimen Gambino Anthony Licata también fue acusado.
El 7 de marzo de 2019, el jefe de la familia Colombo, Carmine Persico, murió en prisión. Con la muerte de Carmine Persico, su hijo Alphonse Persico pasó a un segundo plano y su primo Andrew "Mush" Russo se convirtió en el jefe oficial de la familia Colombo. El círculo íntimo de Russo incluía al subjefe Benjamin "Benji" Castellazzo, al consigliere Ralph DiMatteo, al capo Vincent "Vinny Unions" Ricciardo, al capo Richard Ferrara y al capo Theodore "Teddy" Persico Jr.
El 3 de octubre de 2019, el capo Joseph Amato junto con Daniel Capaldo y Thomas Scorcia fueron acusados de extorsión y usura en Staten Island en 2014. El 22 de marzo de 2021, Amato se declaró culpable.
El 13 de agosto de 2020, una acusación acusó a la familia Colombo asociado Frangesco "Frankie" Russo, familia Genovese soldado Christopher Chierchio, abogado Jason "Jay" Kurland y corredor de valores Frank Smookler de conspiración, fraude electrónico y lavado de dinero. La acusación acusaba al "abogado de lotería" Kurland, junto con Russo, Chierchio y Smookler, de estafar 80 millones de dólares a los ganadores del premio gordo en una trama ilegal que consistía en desviar dinero de las inversiones de los ganadores. Frangesco "Frankie" Russo ha sido identificado como hijo del excapitán de Colombo Joseph "JoJo" Russo, y nieto de Andrew "Mush" Russo, el reputado jefe de la familia Colombo.
El 14 de septiembre de 2021, se presentó una acusación que incluía al jefe oficial de la familia Colombo, Andrew "Mush" Russo, al subjefe Benjamin "Benji" Castellazzo, al consigliere Ralph DiMatteo, a los capitanes Vincent Ricciardi, Richard Ferrara y Theodore "Teddy" Persico Jr, el soldado Michael Uvino, y los socios Thomas Costa y Domenick Ricciardo. La acusación acusaba a estos miembros de la familia Colombo de infiltrarse y hacerse con el control de un sindicato con sede en Queens y su programa de prestaciones sanitarias afiliado, así como de conspirar para cometer fraude en relación con las certificaciones de seguridad en el lugar de trabajo. Ralph DiMatteo no estaba presente cuando se notificó la acusación y fue declarado fugitivo, pero se entregó al FBI el 17 de septiembre de 2021.
El 20 de abril de 2022, el abogado de Andrew Russo Jeffrey Lichtman anunció que Russo murió a los 87 años el 18 de abril de 2022. El 23 de abril de 2022, al funeral de Andrew Russo asistieron 100 dolientes en Brooklyn.

## Liderazgo histórico

### Jefe (oficial y en funciones)
- 1928-1962 - Joseph Profaci[75] - murió de causas naturales
- 1962-1963 - Joseph Magliocco[75] - obligado a retirarse por la Comisión de la Mafia
- 1963-1971 - Joseph Colombo[75] - paralizado por intento de asesinato.
  - En funciones 1971-1972 - Joseph Yacovelli[75][76] - huyó, después del asesinato de Joe Gallo
  - En funciones 1972-1973 - Vincenzo Aloi[77] - encarcelado
  - En funciones 1973 - Joseph "Joey" Brancato[75][77] - dimitido
- 1973-2019 - Carmine "Junior" Persico[75] - encarcelado 1973-1979,[33] 1981-1984,[35] 1985-2019,[78] falleció el 7 de marzo de 2019[3]
  - En funciones 1973-1979 - Thomas DiBella[77] - dimitió, se convirtió en consigliere.
  - En funciones 1981-1983 - Alphonse "Allie Boy" Persico - hermano de Carmine Persico; fugitivo 1980-1987, encarcelado[79][80]
  - En funciones 1983-1984 - Gennaro "Gerry Lang" Langella - encarcelado[78]
  - 1985-1987 - Anthony "Scappy" Scarpati[81] - encarcelado
  - En funciones 1987-1991 - Vittorio "Vic" Orena[82] - encarcelado condenado a cadena perpetua[83]
  - Interino 1991-1993 - Vacante - liderazgo disputado durante la tercera guerra
  - En funciones 1994-1996 - Andrew "Andy Mush" Russo[84][85][86] - encarcelado marzo de 1997[86]
  - En funciones 1996-2019 - Alphonse "Little Allie Boy" Persico[84] - Hijo de Carmine Persico; encarcelado condenado a cadena perpetua en 2009,[54][87][88]
- 2019-2022 - Andrew "Andy Mush" Russo - acusado el 14 de septiembre de 2021.[71] Fallecido el 18 de abril de 2022.[72][73]

### Jefe Callejero
- 1987 - Panel de gobierno - Benedetto Aloi, Vincent "Jimmy" Angelino y Joseph T. Tomasello - disuelto en septiembre de 1987[89]
- 1991-1993 - Joseph T. Tomasello[90]
- 1993-1994 - Panel de gobierno - Joseph T. Tomasello, Theodore "Teddy" Persico y Joseph Baudanza - disuelto en 1994.
- 1994-1996 - Alphonse "Little Allie Boy" Persico - se convirtió en jefe en funciones
- 1996-1999 - Andrew "Andy Mush" Russo - encarcelado
- 2000-2003 - Joel "Joe Waverly" Cacace - encarcelado en enero de 2003
- 2003-2008 - Thomas "Tommy Shots" Gioeli[91] - encarcelado en junio de 2008
- 2008-2009 - Ralph F. DeLeo[57] - operaba desde Nueva Inglaterra, encarcelado en diciembre de 2009[55]
- 2009-2010 - Panel de gobierno - Theodore N. Persico Jr. (encarcelado)[92] y otros
- 2010-2011 - Andrew "Andy Mush" Russo[87][93] - encarcelado en enero de 2011[59]
- 2013-2014 - Salvatore "Sally Bread" Cambria[94] - dimitió.
- 2014-2019 - Andrew "Andy Mush" Russo - salió de prisión el 13 de junio de 2013,[95] se convirtió en jefe oficial 2019[71]

### Subjefe (oficial y en funciones)
- 1928-1962 - Joseph "Joe Malyak" Magliocco - ascendido a jefe
- 1962-1963 - Salvatore "Sally the Sheik" Musacchio - cuñado de Joseph Magliocco[96]
- 1963-1967 - John "Sonny" Franzese - Encarcelado
- 1967-1973 - Charles "Charlie Lemons" Mineo[21][97][98] - dimitió
- 1973-1977 - Anthony "Tony Shots" Abbatemarco[99][100] - huyó[101]
  - En funciones 1973-1975 - Andrew "Andy Mush" Russo[102]
- 1977-1981 - Alphonse "Allie Boy" Persico - Hermano de Carmine Persico; ascendido a jefe en funciones[79][103][104]
- 1981-1994 - Gennaro "Gerry Lang" Langella - ascendido a jefe en funciones
  - En funciones 1983-1987 - John "Sonny" Franzese[105]
  - En funciones 1987- Benedetto "Benny" Aloi[89]
  - Interino 1991-1993 - Vacante - liderazgo disputado durante la tercera guerra
- 1994-1999 - Joel "Joe Waverly" Cacace - se convirtió en consigliere
  - En funciones 1994-1999 - Benedetto "Benny" Aloi
- 1999 - William "Wild Bill" Cutolo - asesinado 1999[88]
- 1999-2004 - John DeRoss - encarcelado a cadena perpetua[88]
  - En funciones 2001-2003 - Thomas Gioeli - ascendido a jefe callejero
- 2004-2011 - John "Sonny" Franzese - El 14 de enero de 2011, fue condenado a ocho años de prisión;[106] publicado el 23 de junio de 2017[107]
  - En funciones 2008-2009 - Theodore "Skinny Teddy" Persico Jr.[87] - Hijo de Theodore Persico; se unió al panel de sentencia.
  - En funciones 2009-2011 - Benjamin "Benji" Castellazzo - encarcelado en enero de 2011[4][59]
- 2015-presente - Benjamin "Benji" Castellazzo - puesto en libertad el 14 de agosto de 2015; acusado el 14 de septiembre de 2021[71]

### Consigliere (oficial y en funciones)
- 1931-1954 - Salvatore Profaci - Hermano de Joseph Profaci; fallecido[108]
- 1954-1963 - Calogero "Charles the Sidge" LoCicero[109][110][111] - asesinado en 1968[112]
- 1963-1969 - Benedetto D'Alessandro[111]
- 1969-1971 - Joseph "Joey Yack" Yacovelli[113] - se convirtió en jefe en funciones 1971[114]
- 1973-1977 - Alphonse "Allie Boy" Persico - Hermano de Carmine Persico; ascendido a subjefe.
- 1977-1983 - Thomas "Old Man" DiBella[115] - dimitió
- 1983-1988 - Alphonse "Allie Boy" Persico[116][117][118] - Hermano de Carmine Persico; fallecido en 1989[79]
  - En funciones 1983-1986 - Thomas "Old Man" DiBella[116] - retirado
  - En funciones 1987-1988 - Vincent "Jimmy" Angellina[89] - asesinado
- 1988-1993 - Carmine Sessa - más tarde se convirtió en informante del gobierno
  - En funciones 1988-1991 - Benedetto "Benny" Aloi - ascendido a subjefe.
  - En funciones 1991-1993 - Vacante - liderazgo disputado durante la tercera guerra
- 1993-1999 - Vincenzo Aloi
- 1999-2008 - Joel "Joe Waverly" Cacace - encarcelado 2004
  - En funciones 2001-2004 - Ralph "Ralphie" Lombardo
  - En funciones 2004-2008 - Vincenzo Aloi
- 2008-2011 - Richard "Richie Nerves" Fusco - encarcelado enero 2011[4][59]
- 2011-2019 - Thomas "Tom Mix" Farese[119] - En diciembre de 2012, Farese fue absuelto de los cargos de blanqueo de dinero. Actualmente opera en el sur de Florida.
- 2019-presente - Ralph DiMatteo - acusado el 14 de septiembre de 2021[71]

### Facciones de la tercera guerra
La familia del crimen Colombo se dividió en dos facciones durante la tercera guerra familiar (1991 a 1993).
La facción Persico
- Jefe - Carmine "Junior" Persico[120]
- Jefe en funciones - Joseph T. Tomasello[120]
- Subjefe - Gerry Langella[120]
- Subjefe en funciones - Joseph "JoJo" Russo[120][121]
- Consigliere - Carmine Sessa[120]

La facción Orena
- Jefe de la facción - Vittorio "Vic" Orena[122]
- Facción Subjefe - Benedetto "Benny" Aloi
- Facción Subjefe en funciones - Joseph Scopo[122]
- Facción Consigliere - Vincenzo Aloi[122]>